# Agencja Bezpieczeństwa Wewnętrznego
Agencja Bezpieczeństwa Wewnętrznego (hrv. Unutarnja sigurnosna agencija) ili ABW je poljska civilna obavještajna agencija te služi sigurnosno-obavještajnom radu na poljskom teritoriju za potrebe Republike Poljske. Agencija je nastala 2002. godine kada se Urząd Ochrony Państwa (hrv. Ured za državnu sigurnost) podijelio na Agencja Wywiadu (AW) i Agencja Bezpieczeństwa Wewnętrznego (ABW). Razlika između tih dviju novoosnovanih obavještajnih agencija je što AW djeluje u inozemstvu dok ABW radi na poljskom teritoriju.
Obavještajna agencija je odgovorna za analizu, izvještavanje i sprečavanje prijetnji Republici Poljskoj a to uključuje i stranu špijunažu, terorizam, trgovinu oružjem i drogom, organizirani kriminal, korupciju i gospodarsku prisilu. Agencija ima ovlasti uhićenja osoba, obavljanja pretraživanja i istraživanja te borbu protiv terorozma u suradnji sa specijalnim antiterorističkim jedinicama.
Trenutni ravnatelj ABW-a je brigadni general Dariusz Łuczka. Kao nasljeđe institucionalne hijerarhije, šef obavještajne službe izvješća agencije prenosi izravno poljskom premijeru koji pak osigurava nadzor nad ABW-om te može imenovati posebnog ministra za koordinaciju obavještajnim i sigurnosnim aktivnostima.

## Misije i operacije
U skladu s člankom 5, Zakona o sigurnosno-obavještajnim agencijama u zemlji i inozemstvu iz 2002. godine, ABW je zadužen za zaštitu poljskih građana, imovine i države u brojnim područjima. Te operacije ukljućuju kontraobavještajne aktivnosti, osiguravanje ekonomske sigurnosti, borbu protiv terorizma i organiziranog kriminala, osiguravanje tajnih državnih podataka te zaštitu poljskog cyberspace prostora. Prema zakonu, ABW može provoditi istrage tek nakon što ravnatelj službe podnese zahtjev regionalnom sudu za izdavanje naloga.
Agencja Bezpieczeństwa Wewnętrznego usko surađuje s drugim sigurnosnim službama uključujući Agencja Wywiadu, policiju i druge.
Također, ABW prati korupciju između državnih agencija i dužnosnika. Prema izvješću iz 2009. godine, agencija prati 82 državna poduzeća koja prolaze kroz privatizaciju a prati se i tijek financijskih sredstava koja dolaze u Poljsku iz fondova Europske unije. Predmetom istrage bila su i državna ministarstva kod kojih su uočene financijske nepravilnosti, uključujući i ministarstva financija, obrane, okoliša, pravosuđa, unutarnjih poslova i GDDKiA.
Agenti imaju ovlaštenja za uhićenje pojedinaca, pretraživanje pojedinaca i njihovih prostorija, pregledavanje tereta u kopnenom, zračnom i vodenom transportu te traženje pomoći od drugih poljskih sigurnosnih službi i državnih tijela.
Sjedište ABW-a je u Varšavi u neposrednoj blizini zatvora Mokotów i zgrade Ministarstva unutarnjih poslova. Centar za obuku osoblja nalazi se u selu Emów, 21 km istočno od glavnog grada, u Mazovjeckom vojvodstvu. Agencja Bezpieczeństwa Wewnętrznego ima urede u gotovo svim većim poljskim gradovima, uključujući Białystok, Bydgoszcz, Gdańsk, Katowice, Kraków, Lublin, Łódź, Olsztyn, Opole, Poznań, Radom, Rzeszów, Szczecin, Varšavu, Wrocław i Zielonu Góru. Isto tako, agencija ima urede u inozemstvu i to unutar poljskih veleposlanstava u Bruxellesu, Berlinu, Londonu, Moskvi, Kijevu i Pragu.
Na međunarodnoj razini, ABW usko surađuje s obavještajno-sigurnosnim agencijama iz EU i NATO pakta kao i onima koje nisu članice, npr. Afganistan, Izrael, Kazahstan i Crna Gora. Za potrebe priprema za EURO 2012., ABW je surađivao s ukrajinskom sigurnosnom službom na području koordinacije sigurnosnih planova.

## Nadzor
Rad ABW-a i drugih sigurnosnih agencija (uključujući AW i Središnji antikorupcijski ured) izravno nadzire poljski premijer ili se za to imenuje ministar u Vladi. Ravnatelj agencije izvještava premijera o sigurnostim pitanjima. Pravo na sigurnosne informacije ima i poljski predsjednik. Unutar Vlade je formiran odbor koji odgovara za planiranja, koordinaciju i nadgledanje aktivnosti ABW-a. Isto tako, posebni odbor iz poljskog parlamenta ocjenjuje izvedbu sigurnosne agencije, dajući mišljenja o proračunu, istragama i suradnji s drugim sigurnosnim agencijama.

## Kontroverze
- u srpnju 2006. uhićen je bivši član poljskog parlamenta i kontroverzna televizijska ličnost Krzysztof Rutkowski zbog optužbe za pranje novca. Međutim, Rutkowski je pušten nakon godinu dana.[6]
- poslije zrakoplovne nesreće u Smolensku 2010. u kojoj je poginuo poljski predsjednik Lech Kaczyński te niz poljskih visokih političkih i vojnih dužnosnika, iz stranke Pravo i pravda su procurile informacije kako je ABW šijunirao pokojnog predsjednika i njegovu suprugu Mariju Kaczyńsku prilikom državnog posjeta Gruziji 2008.[7]
- u svibnju 2011. obavještajna agencija je provela raciju u kući vlasnika internet stranice AntyKomor.pl koja satirično ismijava poljskog predsjednika Bronisława Komorowskog. Razlog tome bilo je kršenje članka 135. poljskog Kaznenog zakona o vrijeđanju predsjednika.[8] Oporba je na to reagirala navodeći da se guši sloboda govora dok je premijer Donald Tusk izjavio da je sigurnosna agencija ABW žrtva Kaznenog zakona zbog njegove nedorečenosti.[9] Kasnije je Tusk promijenio mišljenje kritizirajući agenciju zbog prekoračenja ovlasti.[10]

## Vanjske poveznice
- Službena web stranica obavještajne agencije  Arhivirana inačica izvorne stranice od 23. prosinca 2014. (Wayback Machine)